# Altbayerisches Donaumoos

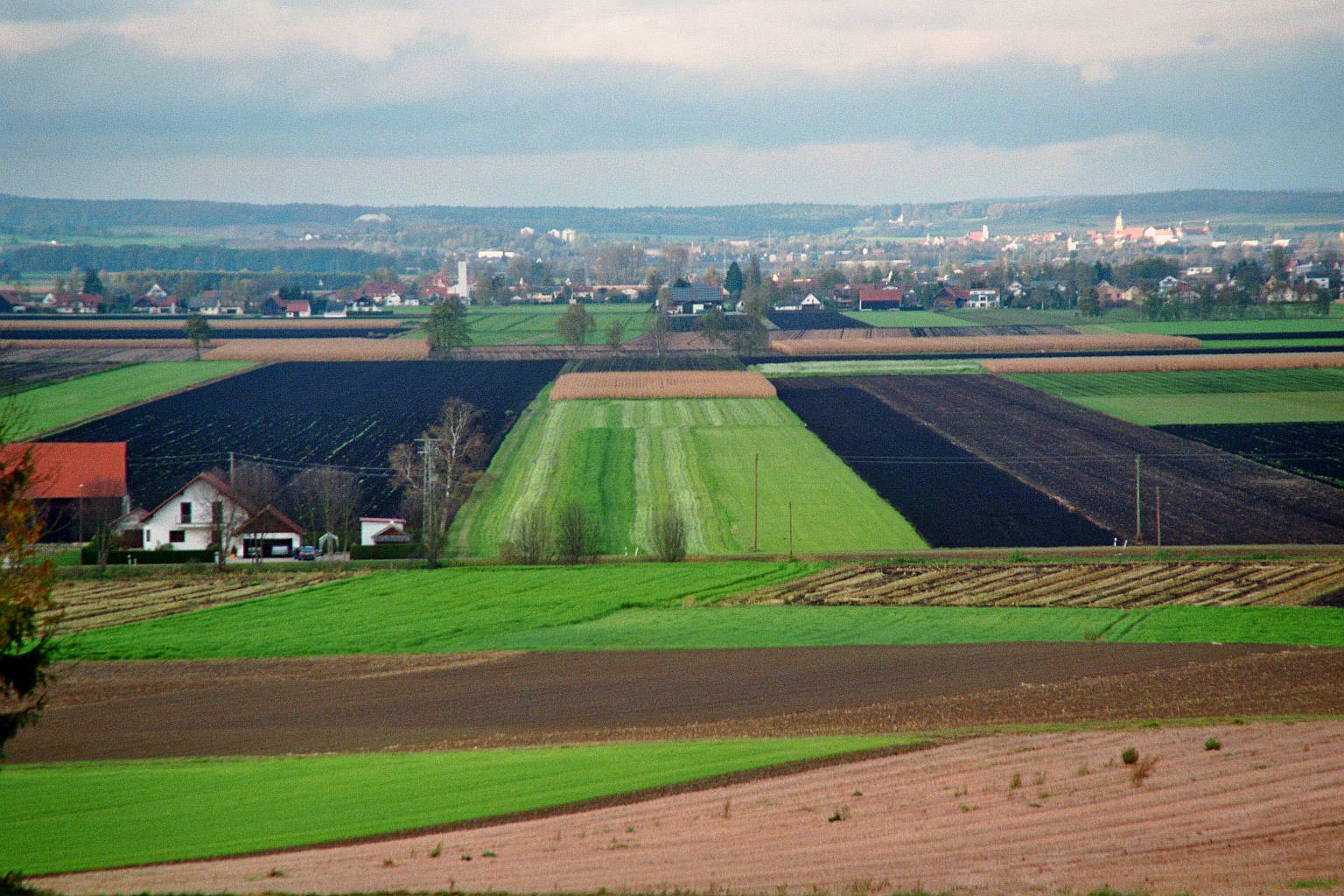
Blick ins Donaumoos

Das Donaumoos ist eine Niederung südlich der Donau in Bayern, im Dreieck zwischen Ingolstadt, Neuburg an der Donau und Pöttmes. Ursprünglich war es das größte bayerische Niedermoor. Es ist nicht zu verwechseln mit dem Schwäbischen Donaumoos zwischen Ulm und Gundelfingen und wird deshalb zur Unterscheidung als „Altbayerisches Donaumoos“ bezeichnet.

## Geschichte

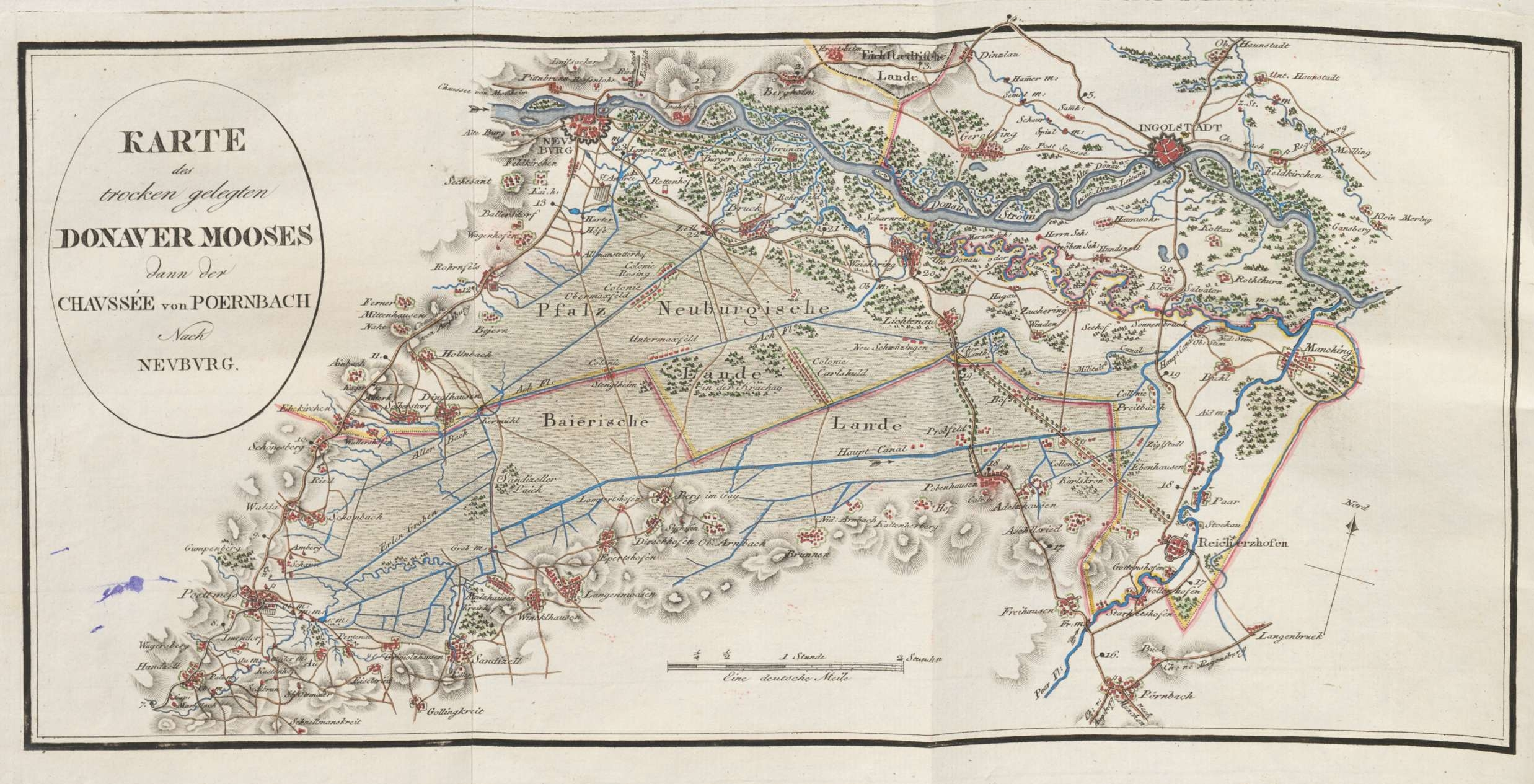
Karte von Adrian von Riedl (ca. 1804–1805)

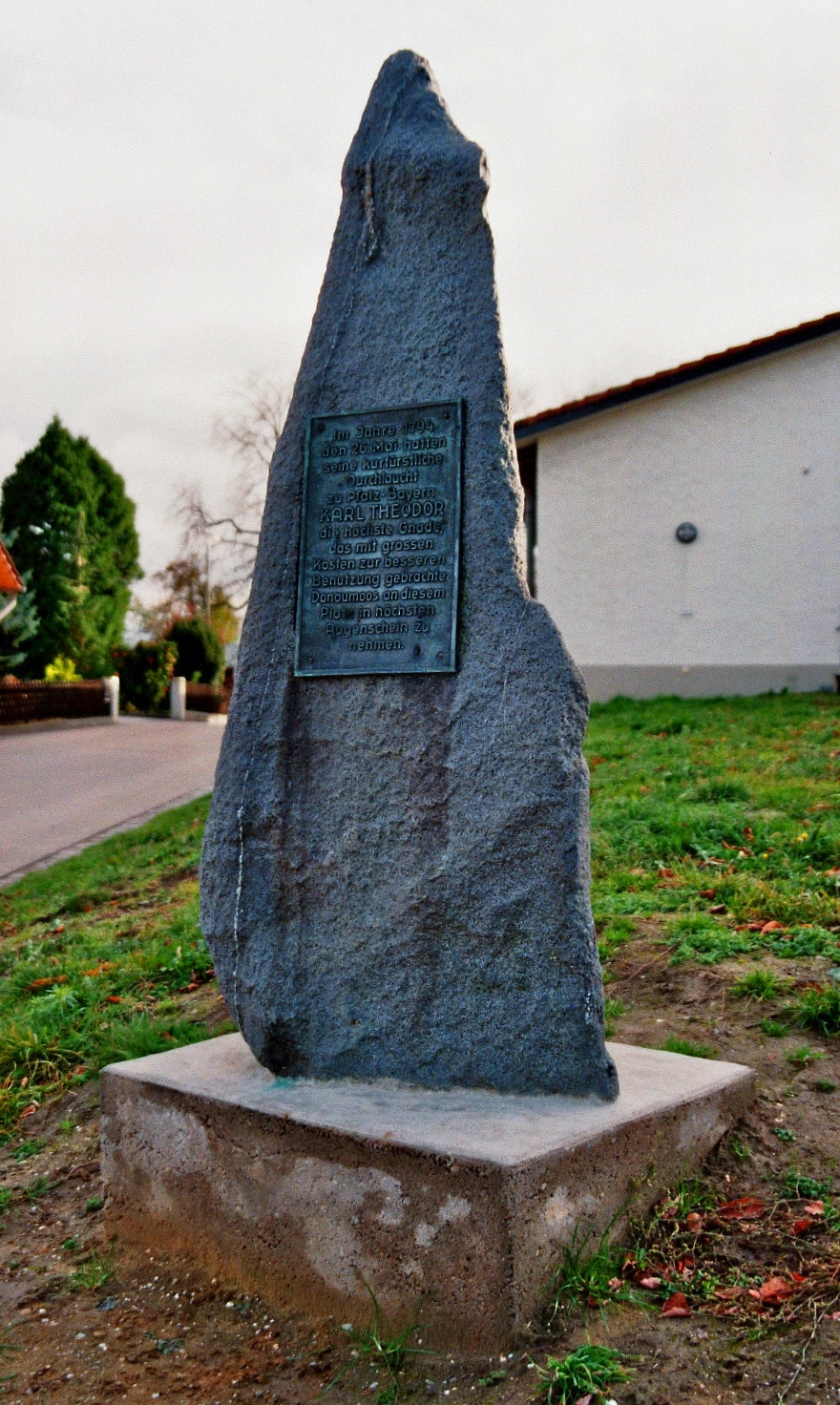
Donaumoos-Denkmal in Berg im Gau

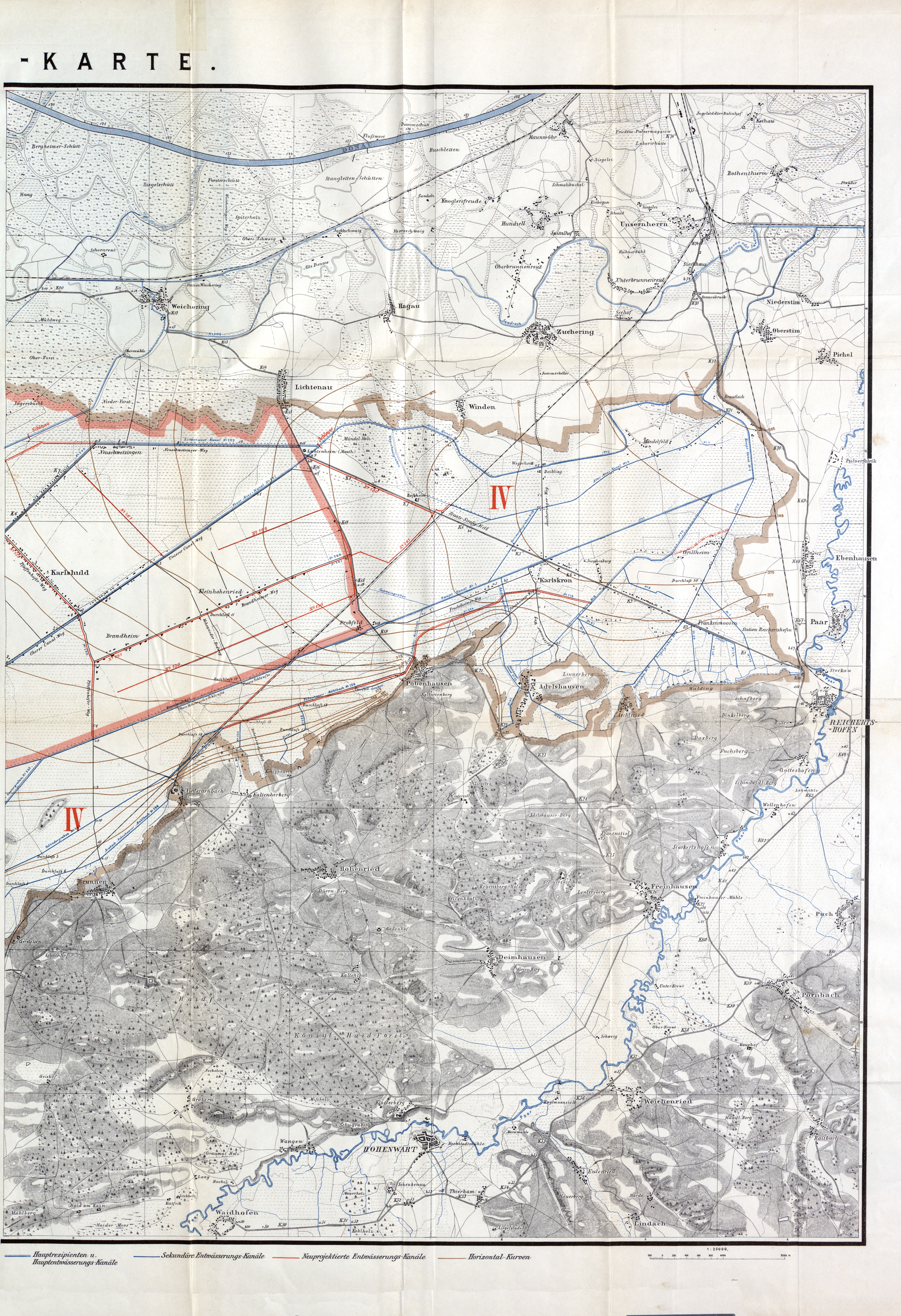

Ab 1796 wurde das Moor trockengelegt, was die größte Neulandgewinnung in Bayern seit dem Mittelalter darstellte. Das Donaumoos hat durch die Urbarmachung seinen Moorcharakter fast vollständig verloren und die niedermoortypische Vegetation ist größtenteils verdrängt worden. Vor allem die Entwässerung und der Ackerbau führten neben dem Torfstich zu einer deutlichen Absenkung des Geländeniveaus und zu einem erheblichen Bodenabtrag durch Winderosion. Pro Jahr sackt der Boden um einen bis zwei Zentimeter ab. In den vergangenen 200 Jahren sind so großflächig etwa 3 Meter Torf verlorengegangen.
Heute bestehen noch drei Donaumoosgemeinden:
- Karlshuld
- Königsmoos
- Karlskron

Die seit dem 19. Jahrhundert bestehenden Donaumoosgemeinden Grasheim, Klingsmoos, Ludwigsmoos und Untermaxfeld verloren ihre politische Eigenständigkeit im Zuge der bayerischen Gebietsreform in den 1970er Jahren.
Das Donaumoos wird heute vor allem als Kartoffel-Anbaugebiet genutzt. Von der ursprünglichen Moorfläche von 180 km² ist heute ein Drittel kultiviert. Das Bundesamt für Naturschutz verwendet eine weiträumigere Landschaftsabgrenzung, nach der die Landschaft Donaumoos 593 km² umfasst.

## Donaumoos-Zweckverband
Dem 1991 gegründeten Donaumoos-Zweckverband (Körperschaft des öffentlichen Rechts) gehören der Bezirk Oberbayern, der Landkreis Neuburg-Schrobenhausen, die Gemeinden Karlshuld, Königsmoos und Karlskron, der Markt Pöttmes sowie die Wasserverbände Donaumoos I–IV an. Er will gemäß Satzung beitragen, das Donaumoos als ländlichen Siedlungs-, Wirtschafts- und Kulturraum zu erhalten, die natürlichen Lebensgrundlagen zu sichern und zu verbessern sowie die Lebensräume von Flora und Fauna zu schützen und zu entwickeln. Das Augenmerk gilt vor allem Maßnahmen der Wasserwirtschaft, des Naturschutzes und der Landschaftspflege, außerdem der fachlichen Koordination bei der Ausgestaltung eines „Sonderprogrammes Donaumoos“ und der Einrichtung eines Öko-Flächenmanagements.
In einem Entwicklungskonzept seit dem Jahr 2000 bis zum Jahre 2030 hat sich der Verband als Ziele gesteckt:
- Hochwasserschutz für die Siedlungen
- nachhaltige landwirtschaftliche Nutzung
- Torfkörperschutz im Verbund mit Arten- und Biotopschutz

Zweckverbandsvorsitzender ist jeweils der Landrat.
Unter anderem sieht das Entwicklungskonzept vor, bis zum Jahr 2030 den Grünlandanteil auf über 50 % zu erhöhen, um dem Torfschwund und der Winderosion entgegenzuwirken. Eine nachhaltige Nutzung soll vor allem durch Beweidung erfolgen. Dafür wird die Eignung verschiedener Nutztierrassen getestet, darunter Murnau-Werdenfelser-Rinder und Moorschnucken. Im Jahr 2003 wurde ein 25 ha großes Wisent-Gehege in Betrieb genommen.

## LAG Altbayerisches Donaumoos e. V.
Das Altbayerische Donaumoos ist auch die Bezeichnung für eine regionale Leader-Aktionsgruppe. 
Die LAG „Altbayerisches Donaumoos e. V.“ hat ihren Namen dem Naturraum Donaumoos entlehnt, der im Rahmen der Förderperiode LEADER+ als identitätsstiftend angesehen wird. „Altbayerisches Donaumoos“ beschreibt einen geographisch zusammenhängenden Lebens-, Wirtschafts- und Sozialraum mit einer gemeinsam getragenen regionalen Weiterentwicklung. Im LAG-Gebiet leben knapp 100.000 Menschen auf einem zusammenhängenden Gebiet von 850,89 km².
Die lokale Aktionsgruppe Altbayerisches Donaumoos ist ein Zusammenschluss von 19 Kommunen im Landkreis Neuburg-Schrobenhausen und der Marktgemeinde Hohenwart im Ldkr. Pfaffenhofen. Die LAG „Altbayerisches Donaumoos e. V.“ hat ihren Namen dem Naturraum Donaumoos entlehnt, der sich im Rahmen der Förderperiode LEADER+ als identitätsstiftend bewährt hat. Seit dem Erfolg bei LEADER+ ist die Gebietskategorie „Altbayerisches Donaumoos“ ein allgemein akzeptiertes Synonym für eine gemeinsam getragene regionale Weiterentwicklung eines geographisch zusammenhängenden Lebens-, Wirtschafts- und Sozialraumes. Im LAG-Gebiet leben nunmehr 98.590 Menschen auf einem zusammenhängenden Gebiet von 850,89 km².

## Stiftung Donaumoos

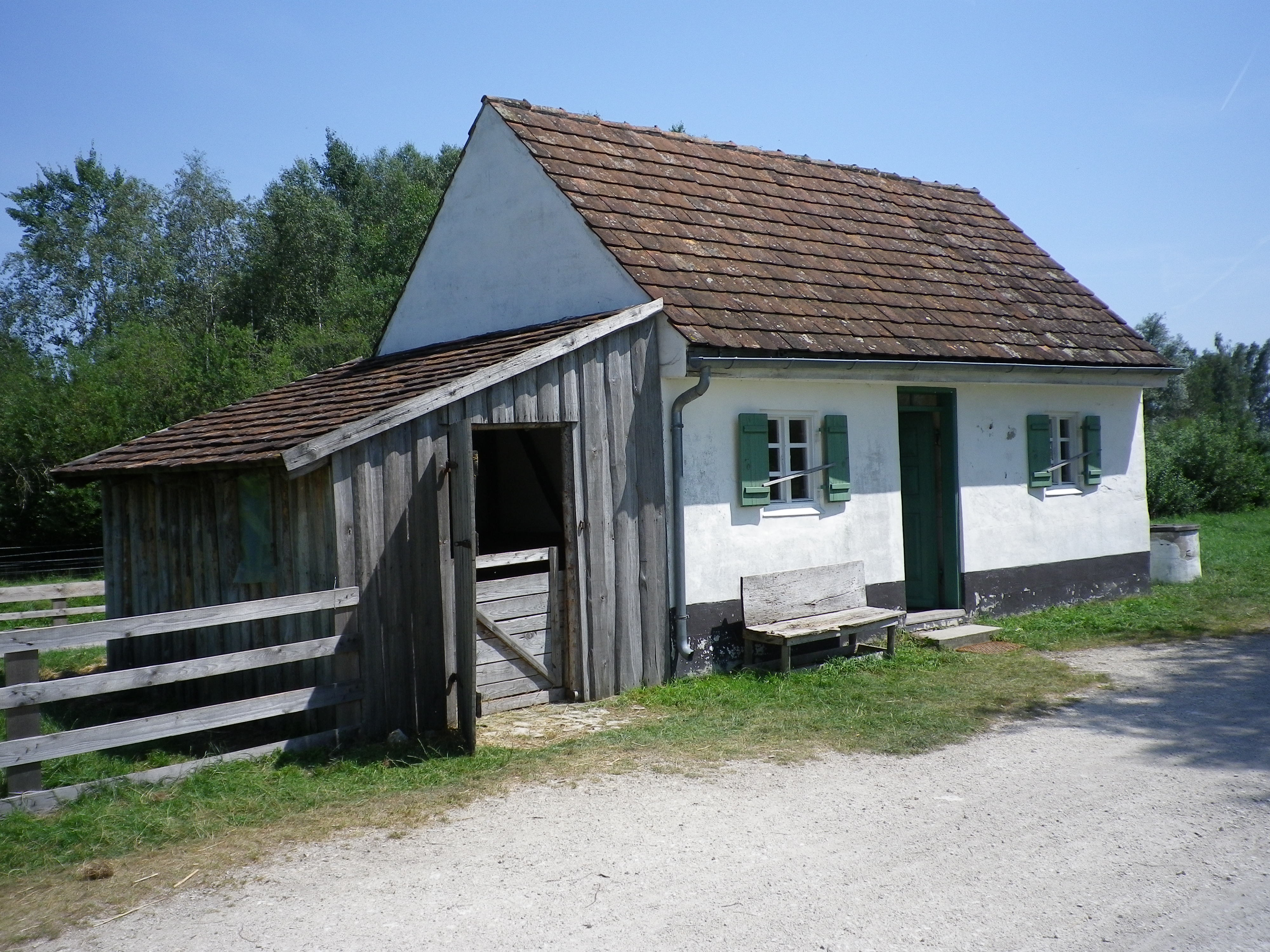
Kolonistenhaus im Freilichtmuseum

Träger des „Hauses im Moos“ im Karlshulder Gemeindeteil Kleinhohenried ist die Stiftung Donaumoos. Sie ist eine rechtsfähige öffentliche Stiftung des bürgerlichen Rechts und wurde am 19. August 1997 von der Regierung von Oberbayern genehmigt. Die Stiftung betreibt ein Freilichtmuseum mit Umweltbildungsstätte und Tagungsstätte.